# ナイスポ
ナイスポ（Naispo）は、ナイタイ出版が発行していた日本の週刊スポーツ新聞。大阪府で系列紙「ナイタイスポーツ関西版（ - かんさいばん）」を発行していた。2008年9月26日号（同年9月12日発売）をもって休刊、2009年8月4日にナイタイ出版が破産した。
ここでは発行元のナイタイ出版も併せて採り上げる。

## 概要
1981年に歌舞伎町の紹介をする情報誌『歌舞伎町タイムス』として創刊。以後1983年に『ナイトタイムス』、1988年に『ナイタイレジャー』、1995年には『ナイタイスポーツ』と改題し、2004年からは『ナイタイスポーツ』の略称であった「ナイスポ」「Naispo」が正式名称となる。夕刊紙のような飛ばし記事が多く、とりわけトップ記事にスポーツ関連のネタが上がることは皆無に等しく、東京スポーツのようなゴシップ記事が多かった。
首都圏版、札幌版（1999年6月「さっぽろナイスポ」として創刊）、関西版（1999年9月「ナイスポ大阪」として創刊、2002年11月より「ナイタイスポーツ関西版」に改題）の3版。駅の売店やコンビニエンスストアで販売されていた。
「ナイスポ関西版」については、東京版休刊後も「株式会社ナイスポ」からしばらく発行されていたが、2009年に「金スポ」（きんスポ）と題号を改めた。

## ナイタイ出版
1988年、前身となった株式会社ナイタイの営業部門を引き継ぎ設立。ナイタイ時代から主力の風俗紙とともに『ナイタイマガジン』を始めとする雑誌や書籍も手がけ、ナイタイ出版になってからは本項の『ナイスポ』の他、将棋雑誌の『近代将棋』や格闘雑誌の『格闘伝説ブドーラ』を発行していた。しかし出版不況から売り上げは落ち込み、債権者に破産を申し立てられた。

## 雑誌
- ナイタイマガジン
- ベストクラブ
- 近代将棋
- ビクトリー麻雀
- 格闘伝説ブドーラ

## 書籍
- 新作水戸黄門
- 新作大岡越前
- 女忍かげろう組
- Stay Young Forever  野村沙知代写真集
- 将棋倶楽部24万局集
- 志茂田景樹のおしゃれ交遊録